# Christian Miesch

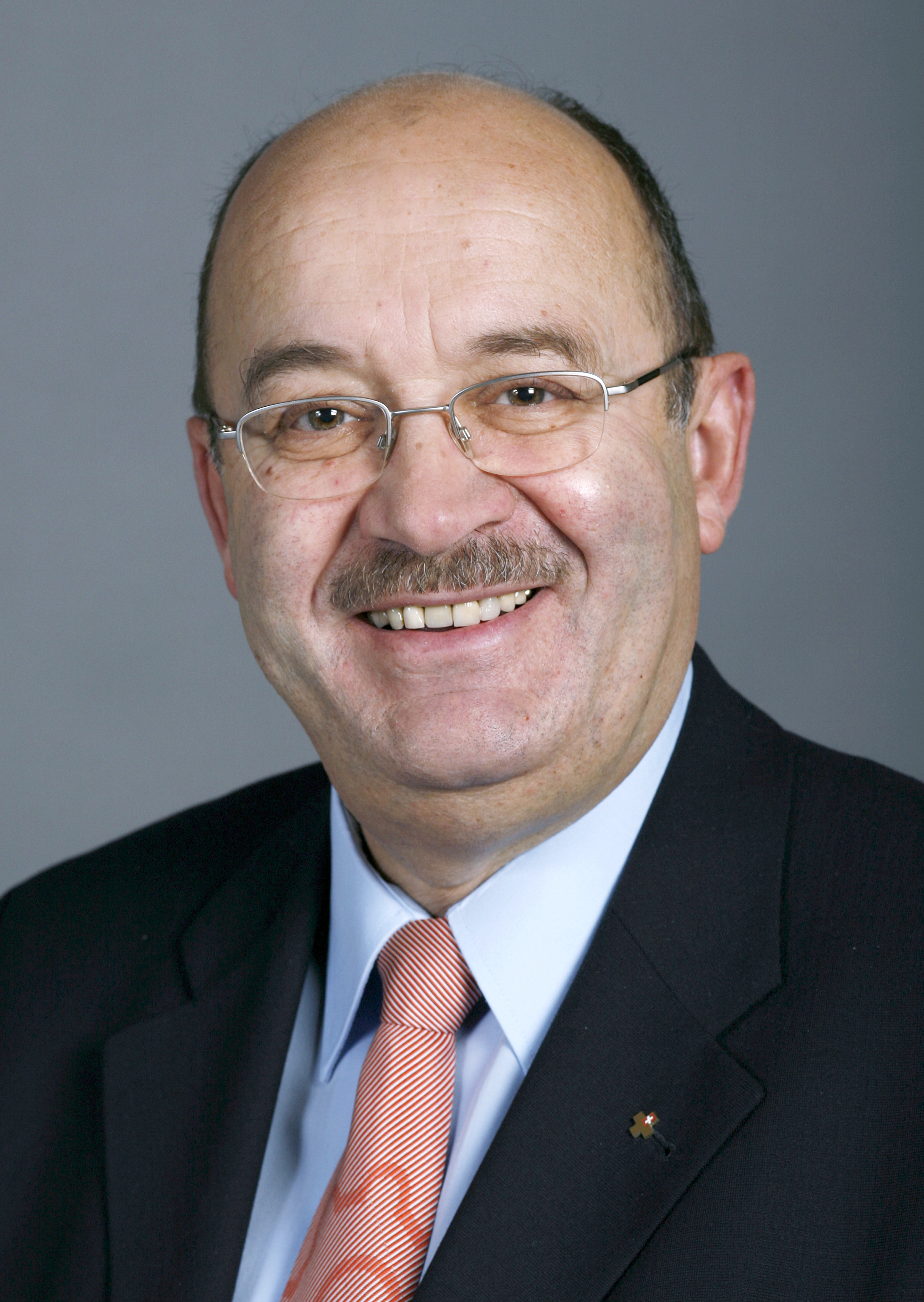
Christian Miesch (2007)

Christian Miesch (* 27. Februar 1948 in Titterten; BL) ist ein Schweizer Politiker (SVP, zuvor FDP) und war langjähriges Mitglied des Nationalrats. 

## Leben
Miesch war früher Mitglied der FDP. Von 1979 bis 1983 sass er im Gemeinderat von Titterten, bevor er 1983 in den Landrat des Kanton Basel-Landschaft gewählt wurde. Nachdem er 1991 einen Sitz im Nationalrat erobern konnte, trat er im Landrat zurück. Kurz vor den Wahlen 1995 gab er nach Differenzen innerhalb der FDP bekannt, dass er auf seiner eigenen «Freien Bürgerlichen Liste» kandidieren möchte. Diese Liste gewann aber nicht genug Stimmen für einen Sitz, und Miesch schied aus dem Nationalrat aus. Kurz darauf trat er der SVP bei. Bei den Wahlen 2003 wurde er wieder in den Nationalrat gewählt. Dort war er bis 2011 Mitglied der Geschäftsprüfungskommission, Sicherheitspolitische Kommission und der Delegation bei der Parlamentarischen Versammlung der OSZE. Bei den Wahlen vom 23. Oktober 2011 wurde er nicht wiedergewählt. Nach dem Rücktritt von Caspar Baader im Juli 2014 ersetzte er diesen und wurde zu Beginn der Herbstsession 2014 zum dritten Mal als Nationalrat vereidigt. Zu den Wahlen 2015 ist er nicht mehr angetreten. In der Herbstsession 2015 forderte er mit einer Interpellation den gesamten Bundesrat zum Rücktritt auf.
Miesch ist Gründer der parlamentarischen Gruppe Schweiz–Kasachstan. 2018 wurde bekannt, dass er noch als amtierender Nationalrat 2015 eine Rechnung für ein Generalabonnement 1. Klasse für seine Aktivitäten als Sekretär der Gruppe ausgestellt hatte. Die für den Staat Kasachstan tätige Lobbyfirma von Thomas Borer verlangte dieses Geld 2017 wieder zurück, weil es sich um eine «absolut nicht nachvollziehbare Rechnung» gehandelt habe. Die zuständigen Kommissionen hoben im September 2018 die parlamentarische Immunität von Miesch auf, erstmals überhaupt bei einem Parlamentsmitglied. 2019 stellte die Bundesanwaltschaft fest, dass sich der Tatbestand der Bestechung nicht erhärtet habe. Sie stellte deshalb das Verfahren ein.
Miesch ist verheiratet, Vater von zwei erwachsenen Kindern und wohnt in Titterten.